# Boris Taslitzky
Boris Taslitzky, né le 30 septembre 1911 à Paris et mort le 9 décembre 2005 dans la même ville, est un peintre français dont l'œuvre s'inscrit dans le courant du réalisme socialiste.

## Biographie

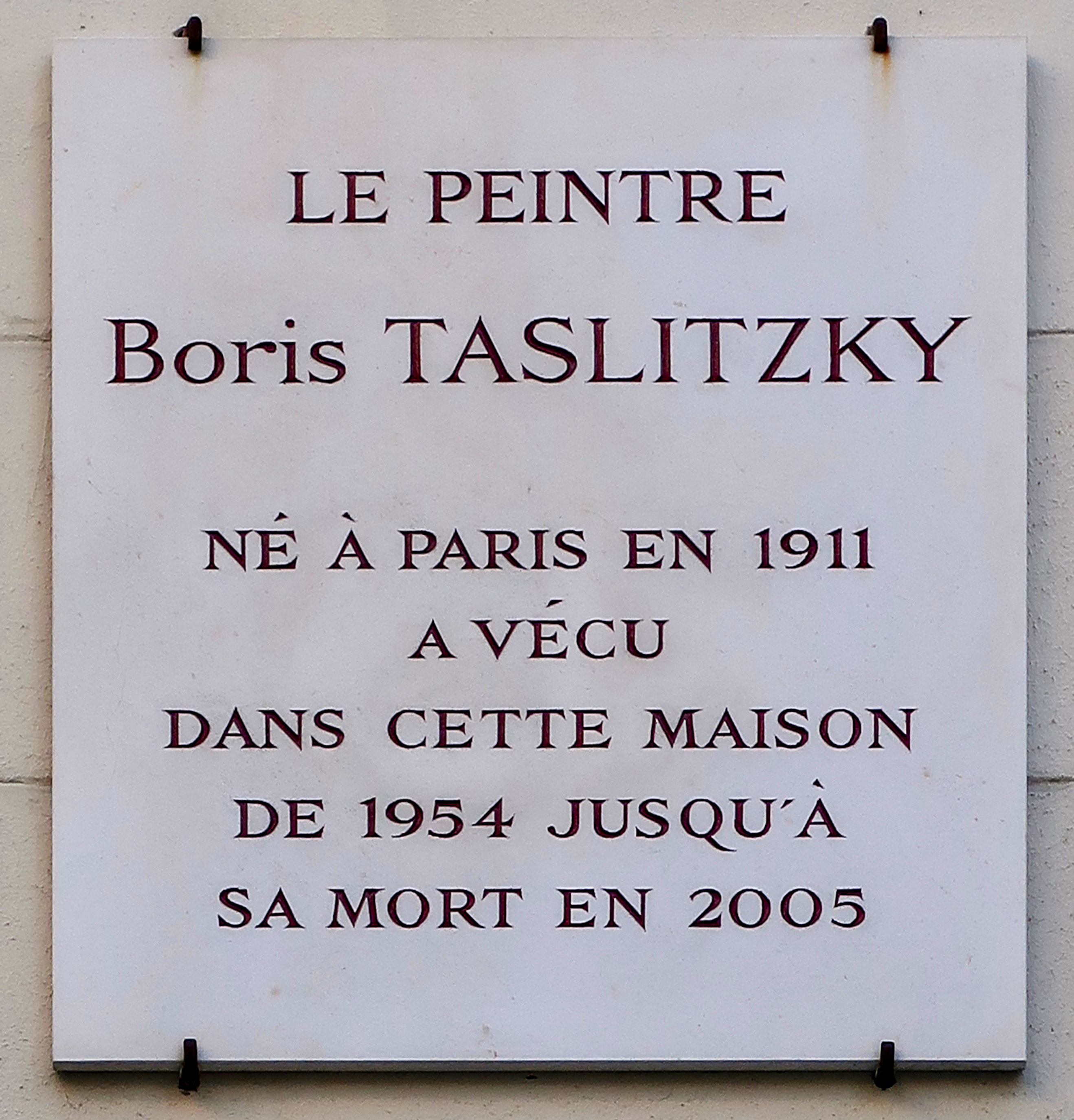
Plaque 5 rue Racine (6e arrondissement de Paris), où il vit de 1954 à 2005.

### Origines familiales
Boris Taslitzky naît d'une mére venant de Crimée, d'origine juive, et d'un père venant d'Ukraine, tous deux émigrés après l'échec de la révolution de 1905. Son père, ingénieur, meurt dans les tranchées durant la Première Guerre mondiale, comme engagé volontaire. Le jeune Boris devient pupille de la Nation. Sa mère est déportée et assassinée à Auschwitz.

### Études artistiques
Il commence à peindre à l’âge de quinze ans et fréquente les académies de Montparnasse, visite le Louvre et copie les grands maîtres, notamment Rubens, Delacroix, Géricault ou Courbet , puis entre en 1928 à l'École des beaux-arts de Paris.

### Engagement politique et culturel
En 1933, il adhère à l'AEAR, Association des écrivains et artistes révolutionnaires, dont il devient secrétaire général de la section des Peintres et Sculpteurs, et en 1935 au Parti communiste français.
En 1936, lors de la présentation de Quatorze Juillet, pièce de Romain Rolland, il participe à l'exposition qui réunit notamment Picasso, Léger, Matisse, Braque, Jean Lurçat, Laurens et Pignon dans le hall du théâtre de l'Alhambra. Il participe activement aux débats de la Maison de la Culture qui préfigurent la politique culturelle du Front populaire. Il réalise en 1937 des dessins d'illustration pour le journal communiste Ce soir d'Aragon et Jean-Richard Bloch. Il est en 1938 secrétaire général des Peintres et Sculpteurs de la Maison de la Culture de Paris.

### Engagement dans la Résistance et déportation
Mobilisé à Meaux, Boris Taslitzky est fait prisonnier en juin 1940, s'évade en août et s'engage dans la Résistance au sein du Front national de lutte pour la libération et l'indépendance de la France. Arrêté en novembre 1941, condamné à deux ans de prison pour des « dessins de propagande communiste », il est transféré dans les prisons de Riom et de Mauzac, puis au centre de Saint-Sulpice-la-Pointe, et le 31 juillet 1944 déporté à Buchenwald où il parvient à faire quelque deux cents dessins qui témoignent de la vie des camps. « Si je vais en enfer, j’y ferai des croquis. D’ailleurs, j’ai l’expérience, j’y suis déjà allé et j’y ai dessiné !… », dira-t-il plus tard. Sa mère meurt à Auschwitz,,.

### Défense du réalisme socialiste
Après-guerre, en 1946, Aragon fait éditer une centaine de ses dessins de Buchenwald. Boris Taslitzky expose en 1946 ses œuvres inspirées par la Résistance et la déportation. Il reçoit la même année le Prix Blumenthal de la peinture et est secrétaire général de l'Union des arts plastiques, suite de l'AEAR. Il est alors, avec André Fougeron, Jean Vénitien et Jean Amblard, l'un des défenseurs du réalisme socialiste en France. 

### Dénonciation du colonialisme
Il dénonce aussi par ses œuvres le colonialisme, notamment en 1952, quand le magazine Regards se fait connaitre par plusieurs grands reportages prémonitoires sur la sitution en Algérie, signés de Pierre Courtade, (Que se passe-t-il en Afrique du Nord?) et Madeleine Riffaud, (Guidée par un aveugle), qui a passé trois mois sur place, dans un numéro de juin 1952, après un périple semi-clandestin d’Alger à Oran, Beni-Saf, Ain-Témouchant, Sidi-bel-Abbès, Tlemcen, Constantine, Biskra et Djema Setif, des peintres Mireille Miailhe et Boris Taslitzky, en vue d’une exposition-reportage de 60 dessins et quelque 40 peintures, « Algérie 52 », à la Galerie André Weil, qui dépeint le petit peuple d’Algérie comme ce fut le cas l'année précédente pour le petit peuple des mines du Nord, qui fit scandale car dénonçant la misère et témoignant des tensions politiques et sociales, deux ans seulement avant l’insurrection algérienne. La préfecture de police fit arracher toutes les affiches de l’exposition, qui fit ensuite le tour de l'Europe de l'Est.

### Années 1980-1990

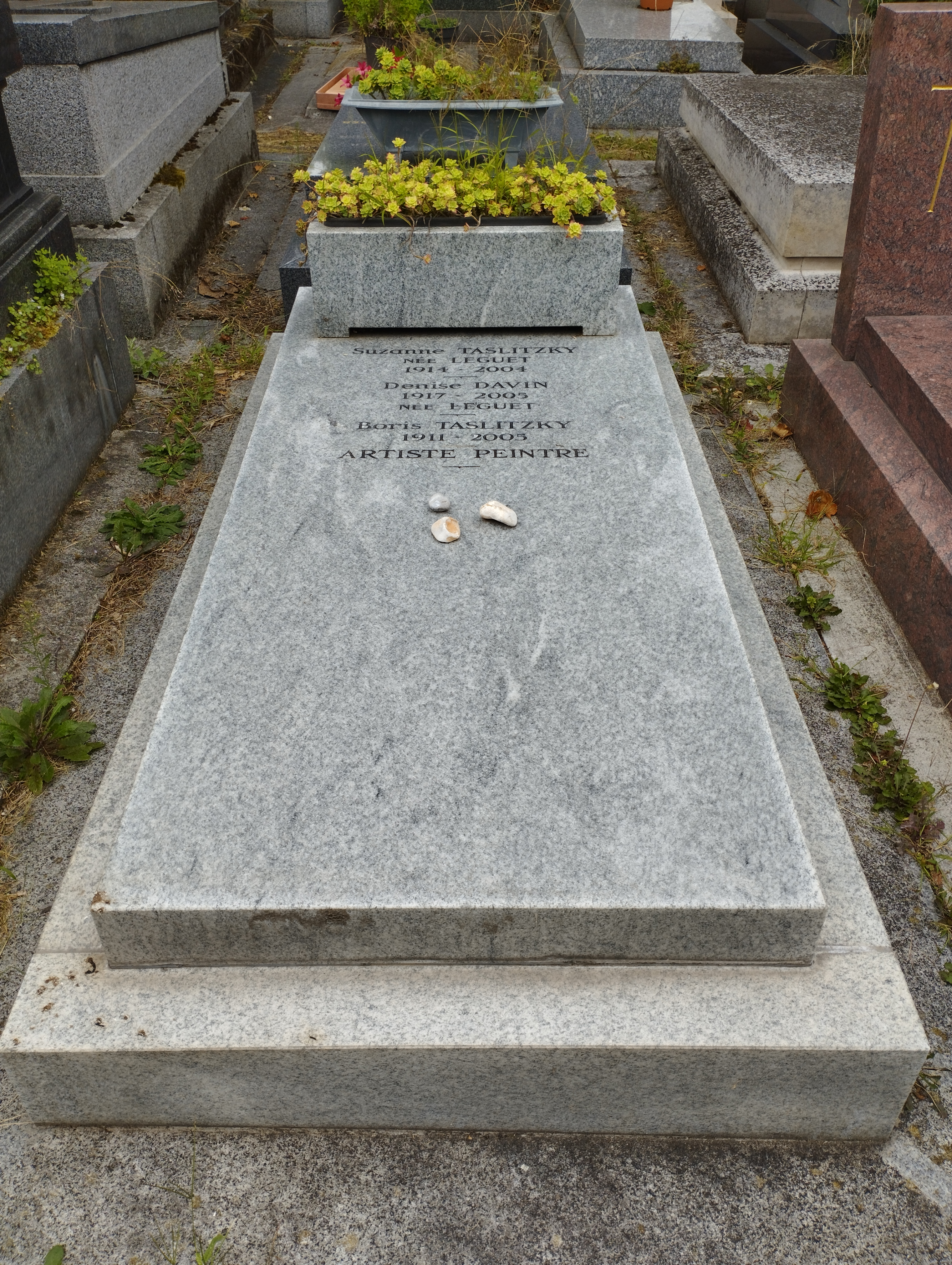
Tombe de Boris Taslitzky au cimetière du Montparnasse (division 11).

De 1971 à 1980, Boris Taslitzky enseigne le dessin à l'École nationale supérieure des arts décoratifs.
Décoré déjà de la croix de guerre 1939-1945 et de la médaille militaire, il reçoit en 1997 les insignes de chevalier de la Légion d'honneur au titre de la Résistance et de la déportation. Elle lui est remise par Jorge Semprún, déporté comme lui à Buchenwald.
Son parcours est marqué par les bouleversements de l’histoire du XXe siècle. À la fois témoin et acteur de cette histoire, il se voulait conscient de sa responsabilité d’homme et d’artiste.

### Mort
Il meurt à l'âge de 94 ans le 9 décembre 2005 à Paris, et est inhumé au cimetière du Montparnasse (division 11) dans la même ville.

## Distinctions
- Chevalier de la Légion d'honneur (1997).
- Croix de guerre 1939-1945.
- Médaille militaire.
- Chevalier de l'ordre des Arts et des Lettres.

## Exposition rétrospective
Du 19 mars au 19 juin 2022, le musée La Piscine à Roubaix organise une exposition rétrospective de son œuvre : « Boris Taslitzky (1911-2005) : l'art en prise avec son temps »,.

## Ouvrages
- Boris Taslitzky, Tu parles... chronique, Paris Les Éditeurs français réunis, 1959 ; rééd. Paris, L'Harmattan, 2004, 220 p.  (ISBN 2-7475-7089-4)
- Taslitsky et Guillevic, L'Âge mûr (sept sonnets de Guillevic datant de 1954, 29 dessins de Taslitzky dont un portrait de Guillevic), Paris, Éditions Cercle d'Art, 1955 (n. p.).
- Boris Taslitzky, Tambour battant, (1 dessin de Taslitzky) Paris, Les Éditeurs Français Réunis, 1962 ; rééd. Paris, L'Harmattan, 2004, 138 p.  (ISBN 2-7475-7147-5)
- Boris Taslitzky, Dessins faits à Buchenwald, textes de Christophe Cognet, Lionel Richard, Annette Wieviorka, Aragon, Julien Cain, Jorge Semprún, Maurice Kriegel-Valrimont, etc., Paris, Éditions Biro, 2009, 251 p. (ISBN 978-2-351-19054-8)
- Boris Taslitzky (1911-2005), L'art en prise avec son temps : exposition, Roubaix, La Piscine-Musée d'art et d'industrie André Diligent, 19 mars-29 mai 2022, Roubaix : La Piscine-Musée d'art et d'industrie André Diligent ; Saint-Georges-d'Orques : Éditions Anagraphis ; [Paris] : In fine éditions d'art, 2022, 303 p.

## Musées
- Musée national d'art moderne, Paris[19],[20]: Le petit camp à Buchenwald, 300 x 500 cm (1945), Famille d'un mineur de fer de Bénisaf (Oranie), 194 x 240,4 cm (1952) et 92 dessins conservés au Cabinet d'art graphique.
- Musée d'art moderne de la ville de Paris[21] : Commémoration de la Commune au cimetière du Père Lachaise en 1935, 130 x 197,5 cm (1936), Le télégramme, 27 x 37 cm (1936), L'homme au marteau piqueur, 130 x 81 cm (1958) et 6 dessins.
- Musée d'Art contemporain du Val-de-Marne, Vitry-sur-Seine : Autoportrait, 61 x 46 cm (1988).
- Fonds national d'art contemporain, Puteaux : La femme au corsage rouge, 73 x 60 cm (s.d.), Paysage Corse, 60 x 73 cm (s.d.), Nature morte au feuillage, 100 x 81 cm (1956) et 2 dessins.
- Musée du Quai Branly - Jacques-Chirac, Paris[22] : Emeutes à Oran, Algérie, 114 x 147 cm (1952) et deux dessins.
- Musée de l’histoire de l’immigration, Paris[23],[24] : Le Délégué (1948), Le four électrique dans une usine de locomotive (1949).
- Musée de la Résistance nationale, Champigny-sur-Marne : Pesée à la prison de Riom, originaux des dessins de Buchenwald.
- Musée de l'Histoire vivante, Montreuil-sous-bois : La mort de Danielle Casanova (1950).
- Tate Gallery, Londres[25] : Les Grèves de juin 1936 (1936), La mort de Danielle Casanova, étude (1949), Riposte (1951).
- Musée Pouchkine, Moscou : Un soir sur les escalators du métro de Paris (1935)[26].
- Musée national des Beaux-Arts d'Alger, Alger.

## Élèves
- Alfred Defossez.

### Filmographie
- L'Atelier de Boris (2004), film documentaire réalisé par Christophe Cognet, Corto-Pacific, 96 min, 24 Images